# Шкала средства измерений

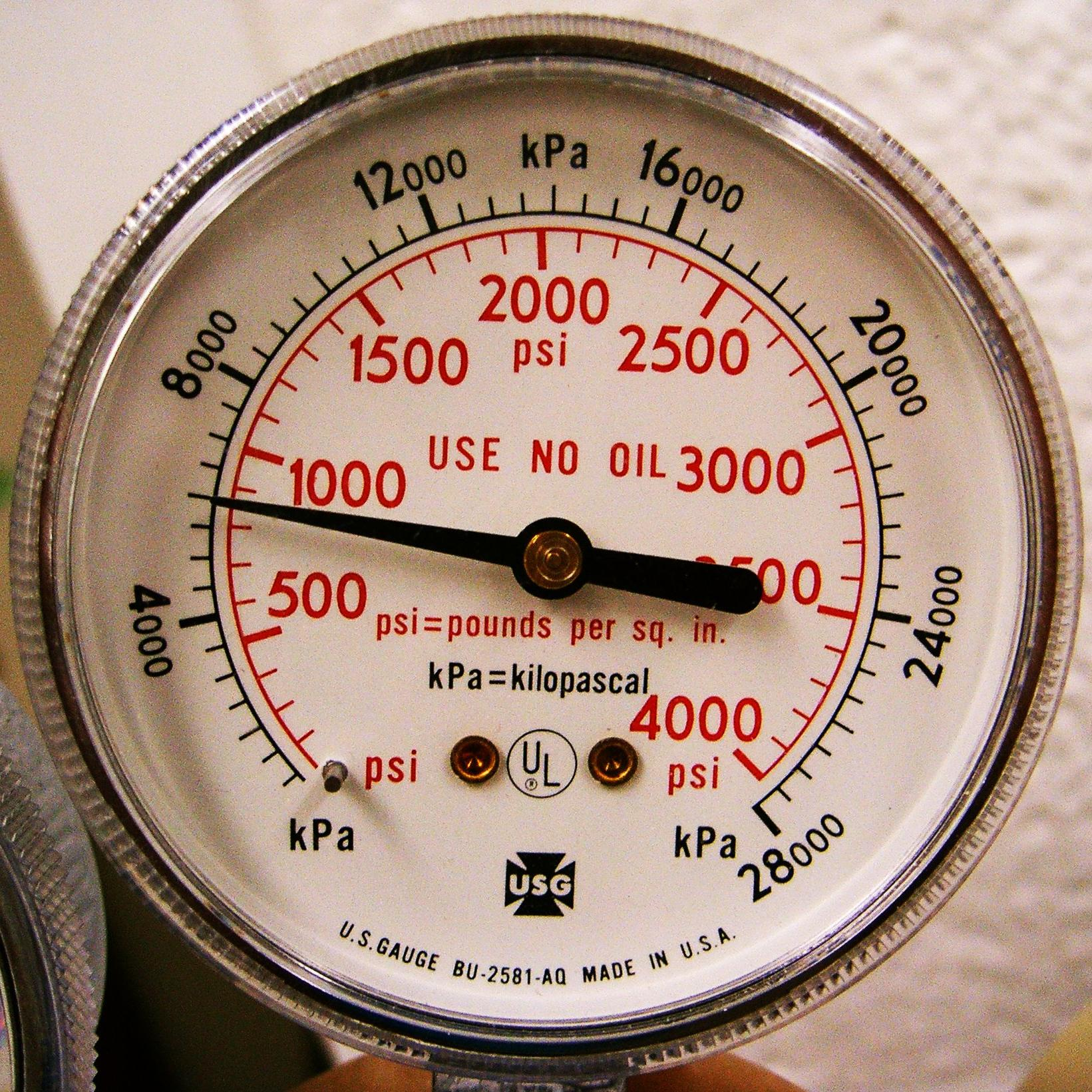

Шкала́ (лат. scala — лестница) — часть показывающего устройства средства измерений, представляющая собой упорядоченный ряд отметок вместе со связанной с ними нумерацией или техническая отметка на шкале измерительного прибора. Шкалы могут располагаться по окружности, дуге или прямой линии. Показания отсчитываются невооружённым глазом при расстояниях между делениями до 0,7 мм, при меньших — при помощи лупы или микроскопа, для долевой оценки делений применяют дополнительные шкалы — нониусы.
Следует заметить, что термин «шкала» в метрологической практике имеет, по крайней мере, два различных значения. Во-первых, шкалой или, точнее, шкалой измерений (шкалой физической величины) называют принятый по соглашению порядок определения и обозначения всевозможных проявлений (значений) конкретного свойства (величины). Во-вторых, шкалой называют отсчётные устройства аналоговых средств измерений, это значение используется в данной статье.
Круговую шкалу часов, курвиметров и некоторых других приборов называют циферблатом.

## Элементы шкалы
- Отметка шкалы — знак на шкале (чёрточка, зубец, точка и т.д.), соответствующий некоторому значению физической величины.
- Числовая отметка шкалы — отметка шкалы, у которой проставлено число.
- Нулевая отметка — отметка шкалы, соответствующая нулевому значению измеряемой величины.
- Деление шкалы — промежуток между двумя соседними отметками шкалы.
- Длина деления шкалы — расстояние между осями (или центрами) двух соседних отметок шкалы, измеренное вдоль воображаемой линии, проходящей через середины самых коротких отметок шкалы.
- Цена деления шкалы — разность значений величины, соответствующих двум соседним отметкам шкалы.
- Длина шкалы — длина линии, проходящей через центры всех самых коротких отметок шкалы и ограниченной начальной и конечной отметками. Линия может быть реальной или воображаемой, кривой или прямой.

Интервал деления шкалы (деление шкалы) — расстояние между осями симметрии двух рядом лежащих штрихов (выражается в линейных или в угловых единицах)

## Виды шкал средств измерений
- Односторонняя шкала — шкала с нулевой отметкой, расположенной в начале или в конце шкалы
- Двусторонняя шкала — шкала с нулевой отметкой, расположенной между начальной и конечной отметками. Различают симметричные (начальная и конечная отметки соответствуют одинаковым значениям измеряемой величины) и несимметричные двусторонние шкалы (начальной и конечной отметкам соответствуют разные значения).

## Свойства шкал

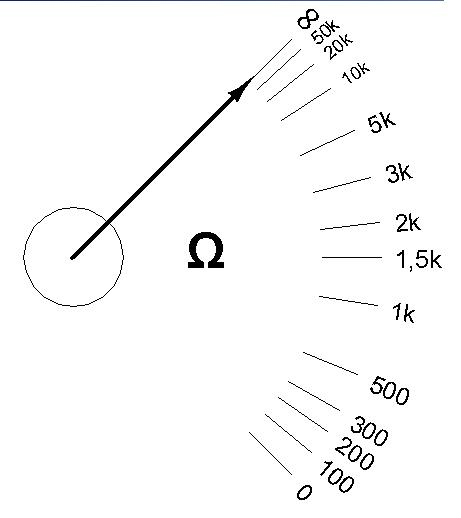
Неравномерная шкала омметра

- Начальное значение шкалы — наименьшее значение измеряемой величины, которое может быть отсчитано по шкале средства измерений. Во многих случаях шкала начинается с нулевой отметки, однако могут быть и другие значения — например, у медицинского термометра это 34,3 °C.
- Конечное значение шкалы — наибольшее значение измеряемой величины, которое может быть отсчитано по шкале средства измерений.
- Характер шкалы — функциональная зависимость a = f(x) между линейным (или угловым) расстоянием a какой-либо отметки от начальной отметки шкалы, выраженным в долях всей длины шкалы, и значением x измеряемой величины, соответствующим этой отметке:
  - Равномерная шкала — шкала, отметки на которой нанесены равномерно.
  - Неравномерная шкала — шкала, отметки на которой нанесены неравномерно.
  - Логарифмическая или гиперболическая шкала — шкала с сужающимися делениями, характеризуемыми тем, что отметка, соответствующая полусумме начального и конечного значений, расположена между 65 и 100 % длины шкалы. Следует заметить, что выражение «логарифмическая шкала» используется и по отношению к другому значению понятия «шкала» (см.: Шкала физической величины, Логарифмический масштаб).
  - Степенная шкала — шкала с расширяющимися или сужающимися делениями, но не подпадающая под определение логарифмической (гиперболической) шкалы.